# Odwieczny wróg
Odwieczny wróg (tytuł oryg. Phantoms) – filmowy horror fantastycznonaukowy produkcji amerykańsko - japońskiej z 1998 roku, oparty na powieści Deana R. Koontza pod tym samym tytułem i wydanej w roku 1983.

## Obsada
- Joanna Going jako dr Jennifer Pailey
- Ben Affleck jako szeryf Bryce Hammond
- Rose McGowan jako Lisa Pailey
- Peter O’Toole jako dr Timothy Flyte
- Liev Schreiber jako zastępca szeryfa Stuart „Stu” Wargle
- Nicky Katt jako zastępca szeryfa Steve Shanning

## Zarys fabularny
Jennifer Pailey, wraz z młodszą siostrą Lisą, wyjeżdża do małego miasteczka, w którym pierwsza z sióstr pracuje jako lekarka. Na miejscu okazuje się, że gosposia Jennifer nie żyje. Siostry Pailey szybko orientują się, że w mieście nie ma żywej duszy. Gdy zapada zmrok, dziewczyny zostają znalezione przez szeryfa Hammonda i jego parę zastępców. Niestety dwójka zostaje zamordowana przez tajemniczą siłę, a Jennifer, Hammond i Lisa pozostają odcięci od świata. Ratunkiem okazuje się dla nich doktor Timothy Flyte, twórca teorii „Odwiecznego wroga” – bestii spod Ziemi, który wybywa na powierzchnię, by polować na niewinnych ludzi.